# Tricheremaeus travei
Tricheremaeus travei är en kvalsterart som beskrevs av Miko 1993. Tricheremaeus travei ingår i släktet Tricheremaeus och familjen Eremaeidae. Inga underarter finns listade i Catalogue of Life.